# 蘭道夫 (紐約州普查規定居民點)
蘭道夫（英語：Randolph）是位於美國紐約州卡特羅格斯縣的普查規定居民點。

## 人口
根據2020年美國人口普查的數據，蘭道夫的面積為8.45平方千米，當中陸地面積為8.42平方千米，而水域面積為0.03平方千米。當地共有人口1297人，而人口密度為每平方千米153.49人。